# 纽约公共图书馆杰弗逊市场分馆
纽约公共图书馆杰弗逊市场分馆（Jefferson Market Branch, New York Public Library）位于美国纽约市曼哈顿美洲大道（第六大道）425号，西十街西南转角的一个一个三角形地块，格林尼治村。它建于1874年到1877年，最初是“第三司法区法院”（Third Judicial District Courthouse），由建筑师弗雷德里克克拉克威瑟斯设计。
1958年面临拆迁之际，公众的谴责导致其作为纽约公共图书馆的分馆得以保存。该建筑自1969年是纽约市地标保护委员会格林尼治村历史街区的一部分。《美国建筑师学会纽约市指南》称该建筑是这座城市最杰出的建筑之一。

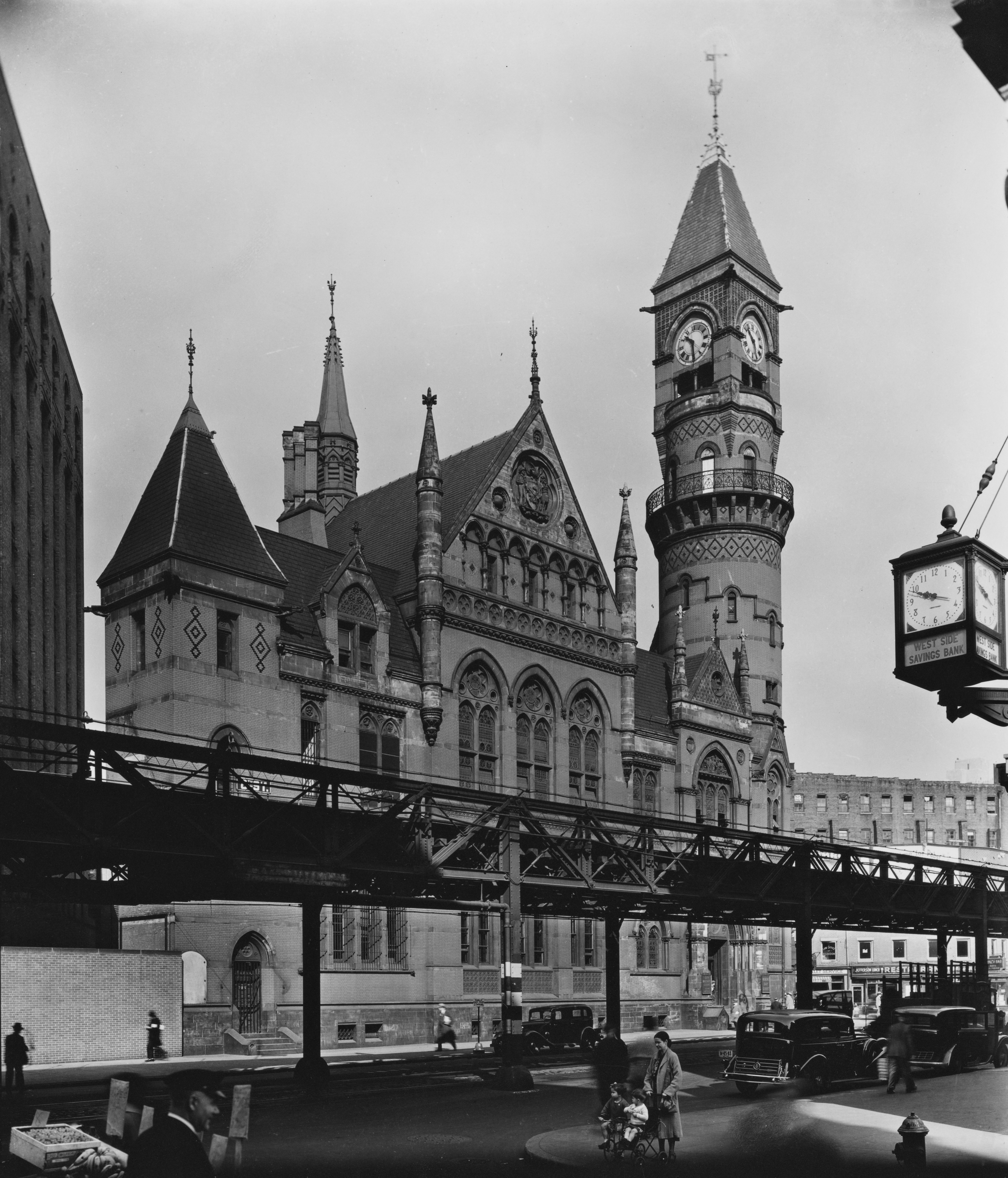

该建筑于1972年列入国家史迹名录，1977年列为国家历史地标，两者均以“第三司法区法院”命名。